# Martin Strimitzer
Martin Strimitzer (* 10. November 1928 in Stein, Gemeinde Dellach im Drautal; † 10. Dezember 2021 in Innsbruck) war ein österreichischer Politiker (ÖVP) und Beamter der Finanzlandesdirektion für Tirol. Er war von 1982 bis 1992 Mitglied des österreichischen Bundesrates und im ersten Halbjahr 1990 dessen Präsident.

## Ausbildung und Beruf
Strimitzer besuchte von 1935 bis 1939 die Volksschule und wechselte danach zum Schulbesuch zwischen 1939 und 1947 an das humanistische Gymnasium in Hall in Tirol. Dazwischen diente Strimitzer von 1944 bis 1945 im Zweiten Weltkrieg. Zwischen 1947 und 1951 arbeitete er in der Folge als Redakteur der Tiroler Nachrichten, bevor er 1951 in den Dienst des Finanzamts Innsbruck trat. Daneben studierte Strimitzer Rechtswissenschaften an der Universität Innsbruck und promovierte 1957 zum Doktor der Rechte (Dr. iur.). Strimitzer war von 1976 bis 1990 Leiter der Zollabteilung der Finanzlandesdirektion für Tirol. Er wurde 1976 zum Hofrat ernannt und bekam im Jahr 1992 den Berufstitel Professor verliehen.
Ab 1947 war er Mitglied der katholischen Studentenverbindung KÖHV Leopoldina Innsbruck. Später wurde er Mitglied der KAV Capitolina Rom.

## Politik und Funktionen
Strimitzer engagierte sich von 1967 bis 1973 als Obmann des Fachausschusses bei der Finanzlandesdirektion für Tirol und war von 1967 bis 1975 Vorsitzender der Landessektion Finanz der Gewerkschaft öffentlicher Dienst. Er war zudem von 1973 bis 1977 Mitglied der Bundessektion Finanz und des Landesvorstandes Tirol der Gewerkschaft öffentlicher Dienst und war zwischen 1976 und 1990 Vorsitzender des Landesvorstandes Tirol der Gewerkschaft öffentlicher Dienst. Strimitzer war Mitglied der Österreichischen Volkspartei und im Österreichischen Arbeiter- und Angestelltenbund aktiv. Er fungierte dort ab 1976 als Obmann der Landesberufssektion öffentlicher Dienst im Österreichischen Arbeiter- und Angestelltenbund Tirol. Zudem war er von 1986 bis 1993 Mitglied der österreichischen Delegation zur Parlamentarischen Versammlung des Europarates und ab 1986 Obmann des Tiroler Vereines der Mieter und Wohnungseigentümer. Er vertrat die Tiroler Volkspartei vom 24. März 1982 bis zum 31. Dezember 1992 im österreichischen Bundesrat. Zwischen dem 1. Jänner 1990 und dem 30. Juni 1990 war er Präsident des Bundesrates, des Weiteren hatte er vom 1. Juli 1992 bis zum 31. Dezember 1992 das Amt des Vizepräsidenten inne. Er wurde in Götzens bestattet.

## Auszeichnungen
- Großes Goldenes Ehrenzeichen mit dem Stern für Verdienste um die Republik Österreich
- Silbernes Ehrenzeichen für Verdienste um die Republik Österreich
- Ehrenzeichen des Landes Tirol
- Verdienstkreuz des Landes Tirol
- Verdienstkreuz des deutschen Verdienstordens